# Oconee (Geòrgia)
Oconee és una ciutat dels Estats Units a l'estat de Geòrgia. Segons el cens del 2000 tenia 280 habitants.

## Demografia
Segons el cens del 2000, Oconee tenia 280 habitants, 94 habitatges, i 67 famílies. La densitat de població era de 94,8 habitants/km².
Dels 94 habitatges en un 21,3% hi vivien nens de menys de 18 anys, en un 55,3% hi vivien parelles casades, en un 14,9% dones solteres, i en un 27,7% no eren unitats familiars. En el 25,5% dels habitatges hi vivien persones soles el 12,8% de les quals corresponia a persones de 65 anys o més que vivien soles. El nombre mitjà de persones vivint en cada habitatge era de 2,45 i el nombre mitjà de persones que vivien en cada família era de 2,93.
Per edats la població es repartia de la següent manera: un 16,1% tenia menys de 18 anys, un 9,3% entre 18 i 24, un 19,3% entre 25 i 44, un 25,7% de 45 a 60 i un 29,6% 65 anys o més.
L'edat mediana era de 48 anys. Per cada 100 dones de 18 o més anys hi havia 82,2 homes.
La renda mediana per habitatge era de 41.250 $ i la renda mediana per família de 43.750 $. Els homes tenien una renda mediana de 32.500 $ mentre que les dones 12.344 $. La renda per capita de la població era de 13.262 $. Entorn del 17,2% de les famílies i el 33,2% de la població estaven per davall del llindar de pobresa.

## Poblacions més properes
El següent diagrama mostra les poblacions més properes.